# Salome mit dem Haupt Johannes des Täufers (Veneto)
Salome mit dem Haupt Johannes des Täufers ist der Name eines Gemäldes von Bartolomeo Veneto. Es befindet sich in der Gemäldegalerie Alte Meister in Dresden.

## Bildbeschreibung
„Die Tochter der Herodias. Halbfigur. Sie steht in grünem Kleide mit roten Aermeln und feinem Perlenschmuck vor rotem Vorhange und hält mit beiden Händen auf zinnerner Schüssel das Haupt des Täufers. Ihre goldnen Locken fallen wohl verteilt und feingeringelt auf ihre Schultern herab.“

Dieser Eintrag in Karl Woermanns Galeriekatalog von 1887 beschreibt es als Gemälde der Schule Leonardo da Vincis, eine Zuordnung, die später geändert wurde.
Dargestellt ist Salome, die Tochter der Herodias, die in ihren Händen eine Schüssel mit dem Kopf Johannes des Täufers hält. Diese Figur aus einer Legende des Neuen Testaments ist in der damaligen bildenden Kunst oft verwendet worden. Salome wurde meist als hübsche junge Frau mit erotischer Ausstrahlung gezeigt, die triumphierend die Schüssel mit dem Haupt des Täufers wie eine Trophäe emporhält. Als Beispiel sollen hierfür die Gemälde von Carlo Dolci, Tizian und Lucas Cranach dem Älteren dienen:

Carlo Dolci (in der Gemäldegalerie Alte Meister Dresden)
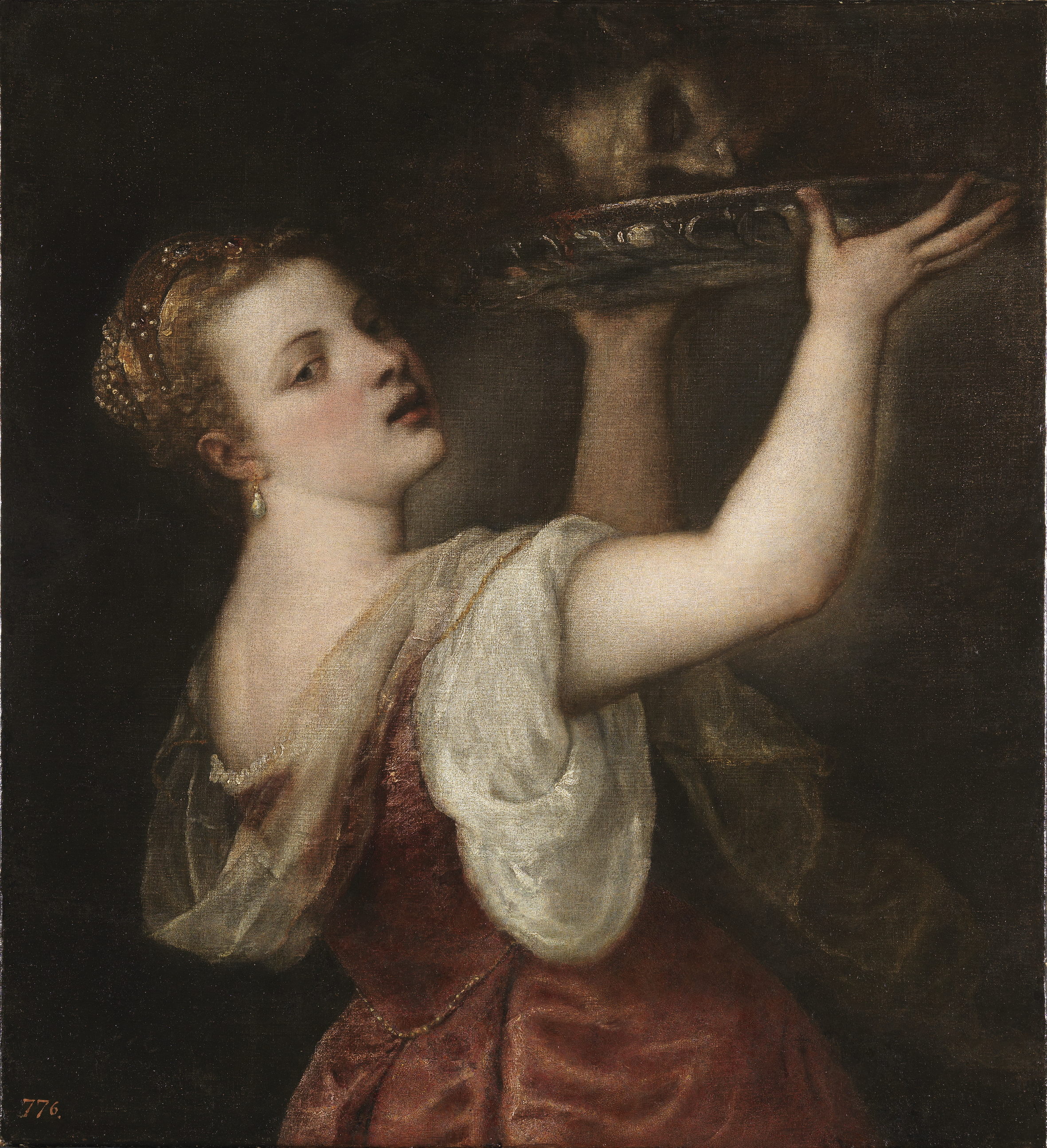
Tizian
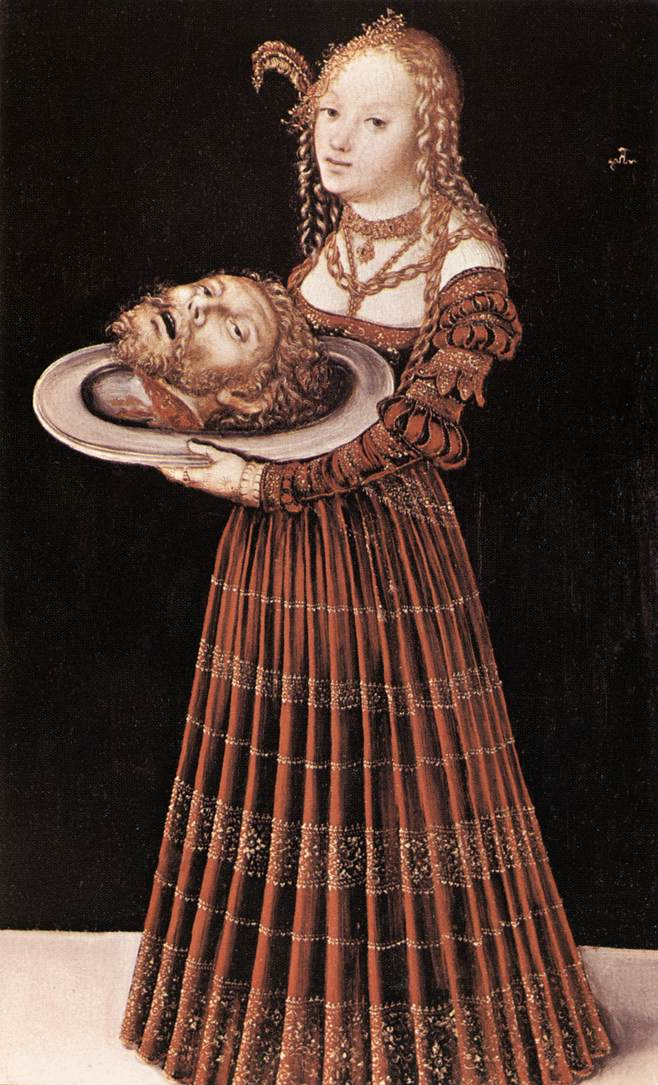
Lucas Cranach d. Ä.

Die hier dargestellte Salome hingegen trägt keine triumphierende Geste zur Schau, die Haltung des Kopfes und die bleiche Haut Salomes implizieren eher den Typus einer Sünderin, die sich der Schändlichkeit ihrer Tat im Nachhinein bewusst wird und dadurch erbleicht und erstarrt. Dieser Eindruck wurde auch vom Kunsthistoriker und Mäzen Johann Gottlob von Quandt wiedergegeben:

„… erblicken wir ein Bild, welches das Gemüth tief erschüttert. Die Tochter der Herodias hält mit starren, gesenkten Armen die Schüssel, worauf das Haupt Johannes des Täufers liegt. Erst jetzt erfährt sie, dass ein Mord der Preis für ihren reizenden Tanz war, und das Blut gerinnt in ihren Adern; sie selbst wird zur lebendigen Leiche. Die Bewusstlosigkeit, in der wir sie sehen, das Entsetzen, was sie versteinert, und ein tiefes Mitleid, welches uns beim Anblick der Schuldlosen ergreift, die keinen Antheil an der ungeheuern That hat, überwiegen das Grausenhafte, mildern die Eindrücke einer solchen Scene und erhalten dadurch die Harmonie der Schönheit, die dem Kunstwerke nie fehlen darf; ja der Frieden in den Zügen des edlen Todten wirkt beruhigend und löst die Dissonanz.
Das Bild ist hochtragisch, denn es flösst Schrecken und Mitleid ein, wie es Aristoteles von Dichtungen dieser Art verlangt …“

## Benennung, Zuschreibung und Provenienz

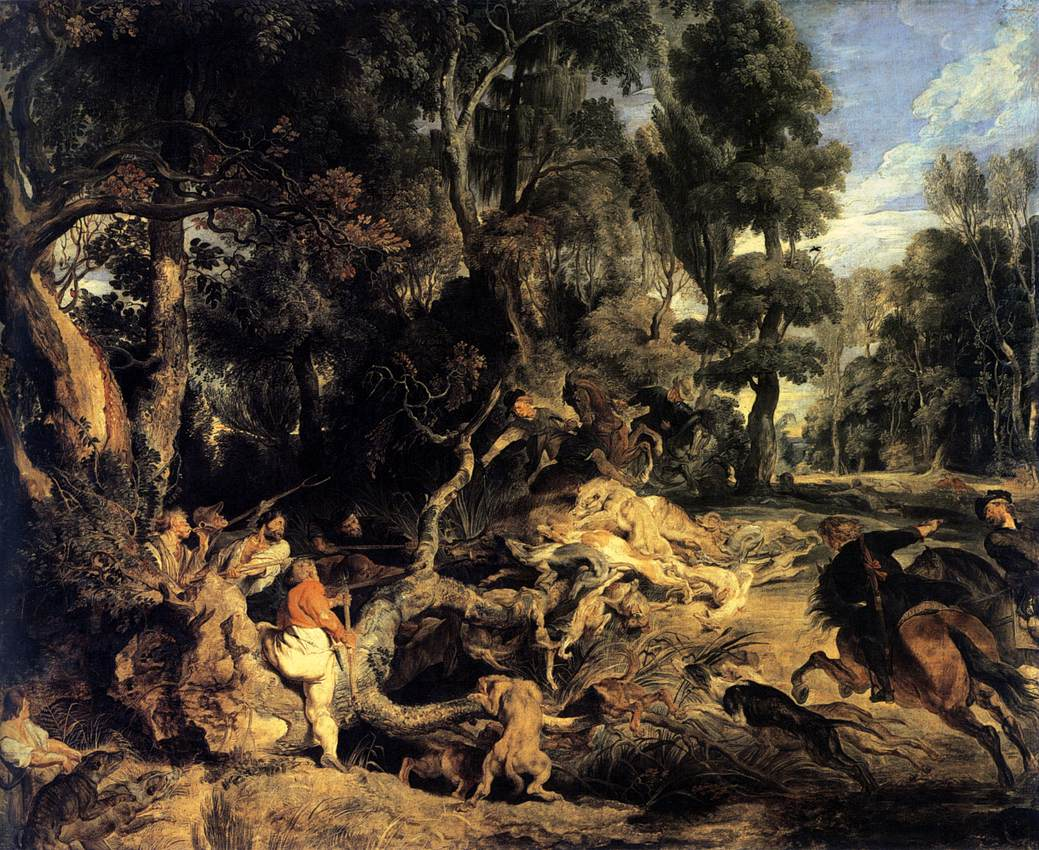
Rubens: Eine Wildschweinjagd

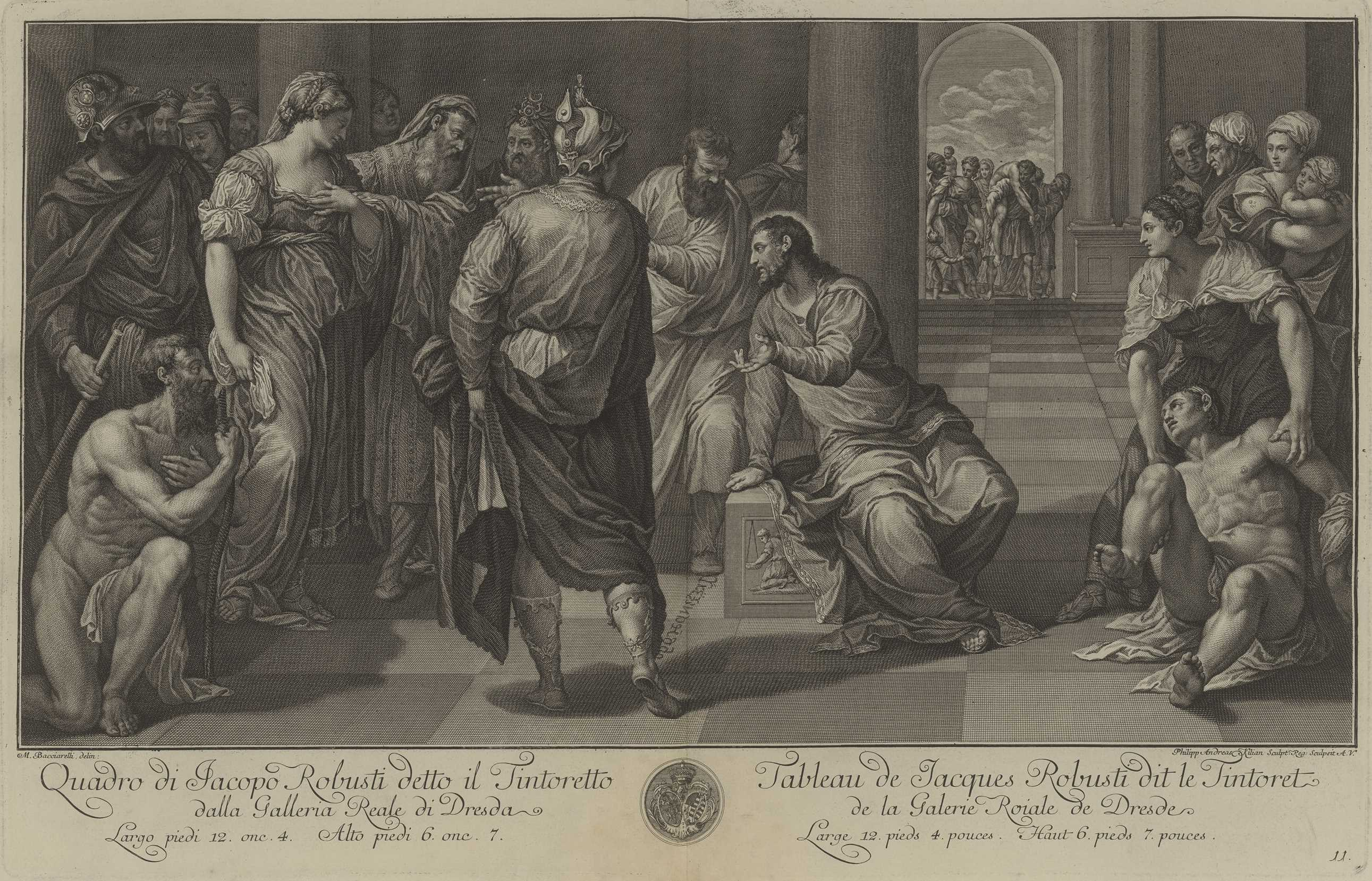
Tintoretto: Die Ehebrecherin vor Christus

Das Bild wurde 1749 zusammen mit 68 weiteren Gemälden aus der kaiserlichen Galerie in Prag erworben. Für das ganze Konvolut, zu dem auch die Bilder „Eine Wildschweinjagd“ von Rubens (Gal.-Nr. 962) und Tintorettos „Ehebrecherin“ (Gal.-Nr. 270 A) gehörten, wurden 50.000 Taler bezahlt.
Neben der Zuschreibung hat auch der Name des Gemäldes und damit der Dargestellten Änderungen erfahren. So wird das Gemälde als Herodias mit dem Haupt Johannis des Täufers von Leonardo da Vinci oder der Schule des Leonardo da Vinci bezeichnet.
Quandt bezeichnet in seinem Werk von 1856 das Gemälde mit Die Tochter der Herodias vom Leonardo-Schüler Marco d’Oggiono.
Karl Woermann bezeichnet im Galeriekatalog von 1887 das Gemälde wiederum, wie bereits erwähnt, als: Die Tochter der Herodias von der Schule des Leonardo da Vinci.
Die heute gültige Zuschreibung des Gemäldes als Werk des Malers Bartolomeo Veneto erfolgte 1891 durch den italienischen Kunsthistoriker Giovanni Morelli, der die unter dem Pseudonym Ivan Lermolieff publizierte Erkenntnis auf Basis von Vergleichen mit anderen Werken Bartolomeo Venetos fand. Dabei waren die Gemälde Idealbildnis einer Kurtisane als Flora aus dem Städel in Frankfurt am Main und die sogenannte Donna Ebrea aus der Sammlung des Herzogs von Melzi vor allem aufgrund der Lockenpracht der Frauenköpfe ausschlaggebend.

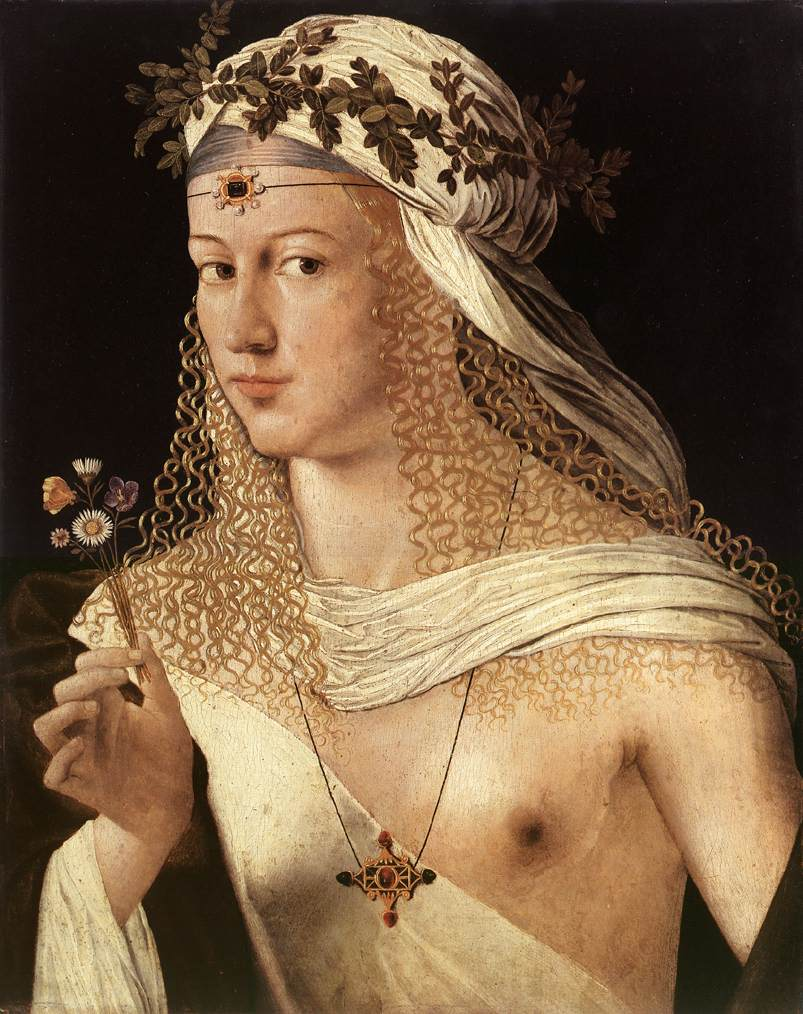
Flora
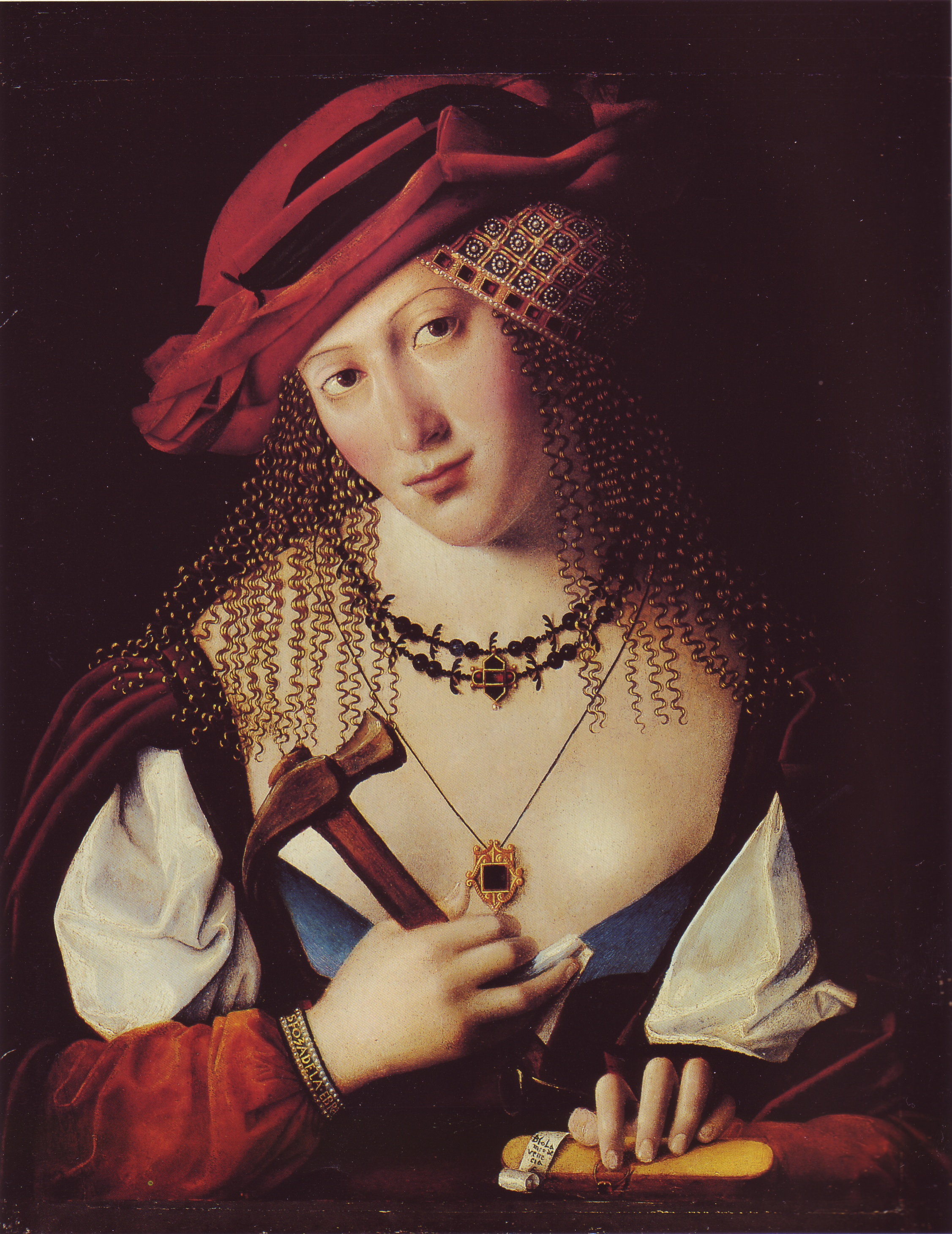
Donna Ebrea